# Gibelino de Arles
Gibelino de Sabran (1045-1112) foi arcebispo de Arles (1080-1112), legado papal (1107) e Patriarca de Jerusalém (1108-1112)
Gibelino foi nomeado arcebispo de Arles em 1080, no concílio de Avinhão. O seu predecessor, Aicard de Marselha, fora expulso e excomungado no decurso deste concílio, por apoiar o imperador sacro-germânico Henrique IV no conflito que opunha o mesmo ao papa Gregório VII. Porém, a população de Arles, que preferia o antigo arcebispo, ameaçou Gibelino, que, deste modo, foi forçado a prescindir da posse da sua arquediocese. Somente a partir de 1096 Gibelino, que entretanto dirigia a diocese de Avinhão, começou a poder substituir Aicard durante a ausência deste. Em 1098, Urbano II conseguiu que a população de Arles admitisse Gibelino como arcebispo. Do mesmo modo, em 1105, de acordo com o testamento de Raimundo IV de Toulouse, foram devolvidas a Gibelino todas as suas possessões usurpadas.
Em 1107, Gibelino foi enviado à Palestina como legado do papa, Pascoal II, para resolver a questão referente à administração do patriarcado de Jerusalém. Ao chegar a Jerusalém, Gibelino considerou que o patriarca, Evremar de Therouannes, era incapaz de ocupar o cargo e decidiu, consequentemente, depô-lo. No sínodo que se seguiu, Gibelino foi escolhido como substituto, a partir de 1108.
Gibelino morreu no Reino de Jerusalém quatro anos mais tarde, em 1112, sucedendo-lhe Atton de Bruniquel como arcebispo de Arles e Arnulfo de Rohes como patriarca de Jerusalém.